# Mayumi Watanabe de Souza Lima
Mayumi Watanabe de Souza Lima, (Tokio, Japón, 1934- Brasil, 1994) fue una arquitecta que se destacó por su labor en la teorización, planificación y desarrollo de espacios educativos públicos y su coordinación de las obras de Museo de Arte de São Paulo.

## Primeros años
A los cuatro años se traslada con su familia a Brasil en 1938 por razones de persecución ideológica; se embarcan, viven dos años en unas haciendas y en marzo de 1940 se establecen en São Paulo. En el año 1956 se naturaliza Brasileña e ingresa en la Facultad de Arquitectura y Urbanismo de la Universidad de São Paulo, obteniendo su título en el año 1960. En sus años en la Universidad se desempeña como directora de publicaciones del Gremio de la Facultad y como responsable de la revista Estudos, entre el 56 y el 57. Durante esta época toma el curso de extensión universitaria Introducción a las ciencias sociales en la Escuela de Sociología y Política de São Paulo. En estos años también conoce a Sérgio Souza Lima, con quién se casa en 1961, un año después de haber concluido su carrera universitaria. durante sus últimos años de estudios e inicios de su  carrera profesional (1958-1961), realiza sus pasantías con Joaquim Guedes, Lina Bo Bardi y Joao Batista Vilanova Artigas, quien la guía a seguir su formación cursando una maestría en la Universidad de Brasilia en las áreas de Historia y Filosofía de la Educación, lo que influyó fuertemente en su obra arquitectónica y en su ideario. 
Sus ideas sobre la relación del niño con el espacio y la educación se ilustran en sus libros. En ellos reflexiona sobre aspectos que considera esenciales en los proyectos de escuelas:  el esquema espacial como intento de construir una relación de iguales dentro de las instituciones;  el sentido de pertenencia a través de las marcas y características que las personas dejan en el espacio y la  la percepción del espacio objetivo-subjetivo; la apropiación de los espacios por parte de los niños, además de dejar suficiente espacio diseñado para estimular la curiosidad y la imaginación del niño, pero lo suficientemente incompleto para la apropiación y transformación de este espacio a través de su propia acción.

## Trayectoria
En su labor profesional, desarrolla una serie de proyectos de escuelas públicas para el país llegando a construir algunas de ellas. Su intervención en el área de la educación se plasmó en proyectos arquitectónicos, de mobiliario educativo y restauración de colegios. A lo largo de sus más de 30 años de trabajo junto a educadores, administradores de enseñanza básica, de jardines de infantes,  desarrollando una profunda reflexión teórica sobre los espacios educativos destinados a los niños al interno de la sociedad Brasilera, su producción intelectual se plasmó en dos libros llamados “Espaços educativos, uso e construçao (Brasília, MEC/CEDATE, 1986) e A Cidade e a Criança (São Paulo, Nobel, 1989).
Trabaja con el arquitecto  João Filgueiras Lima, Lelé,  director ejecutivo de Centro de Planeamiento de la UnB, con quién proyectan y construyen con componentes prefabricados, la Unidad de Vizinhança de São Miguel, un edificio para 10.000 habitantes en Brasilia. Este fue el proyecto con que Watanabe concluye sus estudios de maestría en arquitectura bajo la dirección de Lelé.
En 1963 Watanabe viaja a La Habana para el VII Congreso Internacional de Arquitectos (UIA) como miembro de la comisión evaluadora del Simposio de Enseñanza de la Arquitectura y junto a una delegación de cien arquitectos de Brasil. Tiene oportunidad de conocer la experiencia cubana en políticas públicas sobre educación, hecho que marca una notable influencia sobre los educadores brasileños. En 1964, luego del golpe militar, comienza una persecución política de los profesores en las universidades; en este contexto Watanabe y Souza Lima regresan a São Paulo en 1965.
A partir de entonces Watanabe orienta su carrera al trabajo en organismos y programas públicos relacionados con la educación. Desde 1965 se desempeña como directora de planeamiento del Fondo Estatal de Construcciones Escolares. Entre el 68 y el 70 trabaja en el Centro de Estudios e Investigación de la Administración Municipal. A partir de 1969 participa en la cooperativa de arquitectos Educación, Asesoría y Planeamiento. Del 70 al 75 es Superintendente de Arquitectura y trabaja en la Organización para el Programa de Expansión y Mejora de la Enseñanza, ligado al gobierno federal. Desarrolla programas y proyectos para todo Brasil y colabora en la creación del Centro Brasileño de Construcciones Escolares.
Las actividades de Watanabe en organismos públicos responsables de la producción de edificaciones escolares, están siempre ligadas a la elaboración de metodologías que cubren todas las etapas de planificación y proyecto. Insiste con tenacidad en la claridad de los métodos de trabajo. Critica la distribución del equipamiento público en el territorio, sobre el que reclama un proceso de planeamiento basado en diagnósticos y estudios con claros criterios sobre las demandas locales. Examina leyes existentes y defiende la reserva de terrenos para equipamientos públicos como una prerrogativa del estado para garantizar la calidad y localización adecuada de los mismos. En la elaboración de modelos de proyecto para escuelas públicas, cuestiona los procedimientos de evaluación de costos sobre estándares de materiales y terminaciones, donde señala la necesidad de incorporar el valor del mantenimiento y la calidad de los mismos.
Fue colaboradora de Lina Bo Bardi en la coordinación de las obras de Museo de Arte de São Paulo.
La experiencia en estos ámbitos de gobierno enfrenta a Watanabe con diversas limitaciones de la burocracia existente en la administración pública. Busca entonces alternativas para la creación de nuevas formas de actuación dentro de la estructura de gobierno. Propone y consigue autorización para el desarrollo de experiencias de participación ciudadana en varios proyectos piloto. La expansión de la escuela John Köpke (São Paulo, 1976 a 1978) y la construcción de dos escuelas públicas con la participación de la población: Fortaleza y Jardín Barrio de la Varginha (São Paulo; 1983-1984). Más tarde, entre el 89 y el 92 Watanabe dirige y coordina Centro de Desarrollo de Equipamientos Urbanos y de la Comunidad durante la administración de Luiza Erundina en la ciudad de São Paulo. Con el Cedec desarrolla una investigación sobre la producción de equipamiento urbano, el centro cuenta con una fábrica de componentes prefabricados de hormigón para la construcción de mobiliario urbano y edificios públicos. Watanabe realiza en el Cedec un trabajo inédito de formación para la ciudadanía que incluye actividades informativas y de divulgación con reuniones de participación comunitaria en los lugares donde se realizan obras públicas.
Su trabajo se enfoca fundamentalmente en la relación del espacio y el habitante. Intenta enseñar a los usuarios de escuelas a leer de manera crítica el espacio: entender cómo se construye, concebirlo como reflejo de la organización de la sociedad y percibirse a sí mismos como individuos. Su objetivo es la formación de ciudadanos con conciencia crítica para la participación activa en la realización del espacio de la democracia. El conocimiento como capacidad para transformar el espacio y re-crearlo.
En la academia Watanabe, en la década del 60 se integra a la Facultad de arquitectura de Brasilia donde  profundiza sus estudios en sociología y urbanismo e inicia su carrera docente como profesora asistente entre el 63 y el 65 en varias asignaturas.

## Obras
- Espaços educativos; uso e construção (1986),
- A Cidade e a Criança. Coleção Cidade aberta. São Paulo, SP: Nobel. 1989. OCLC 949332491.
- de Souza Lima, Sergio (1995). Arquitetura e educação. São Paulo, SP: Studio Nobel. OCLC 948083596.
- «ESCOLHA DE MATERIAL TÉCNICO E SISTEMAS CONSTRUTIVOS DESTINADOS À PRODUÇÃO DE HABITAÇÃO POPULAR E DE CONDIÇÕES DE HABITABILIDADE» (pdf). Pós. Revista do Programa de Pós-Graduação em Arquitetura e Urbanismo da FAUUSP 12: 118. 20 de diciembre de 2002. ISSN 1518-9554. OCLC 6952011350. doi:10.11606/issn.2317-2762.v12i0p118-130. Consultado el 18 de abril de 2018.